# 4月15日
4月15日（しがつじゅうごにち）は、グレゴリオ暦で年始から105日目（閏年では106日目）にあたり、年末まではあと260日ある。

## できごと

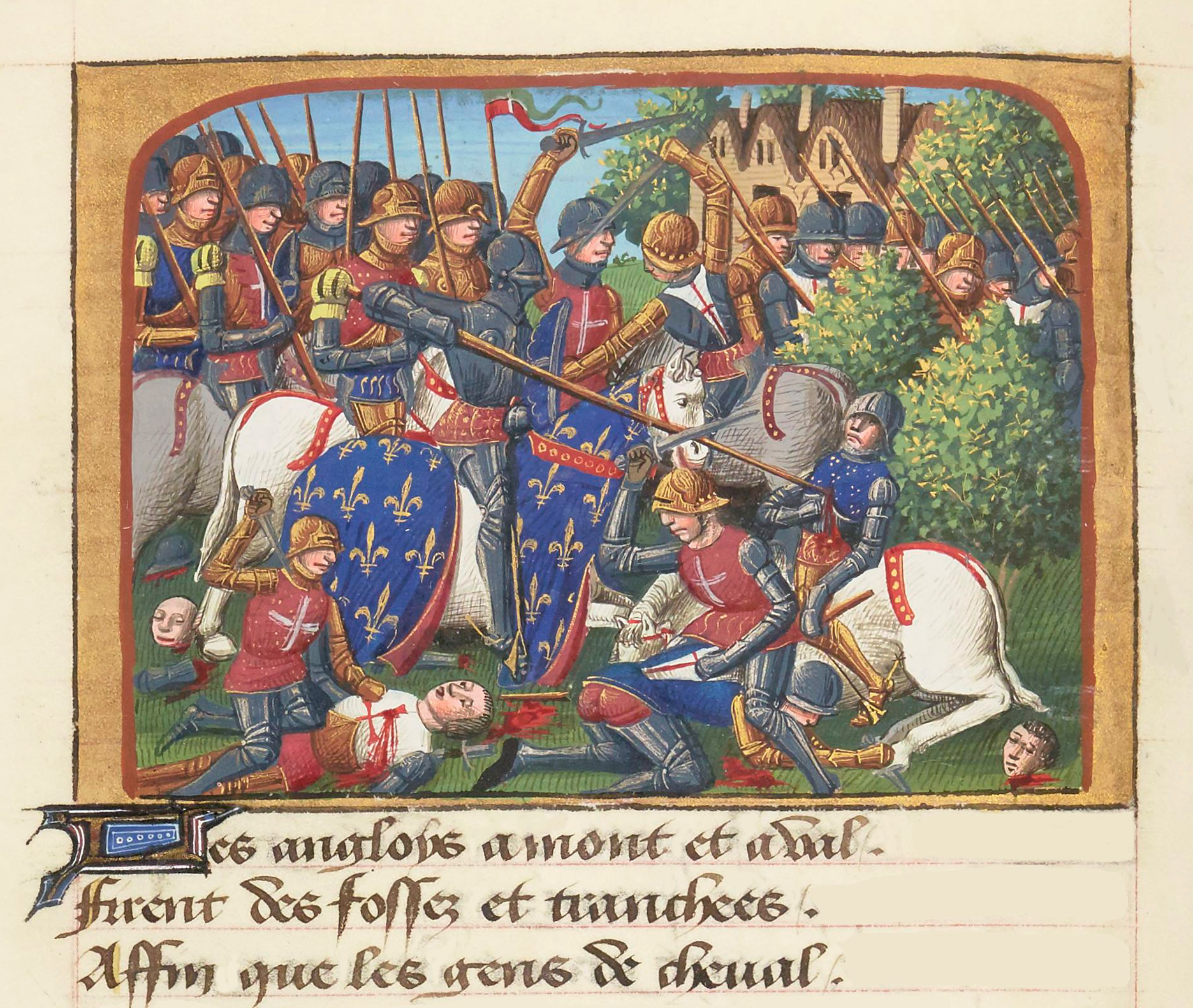
フォルミニーの戦い(1450)、イングランドはノルマンディーを失う。

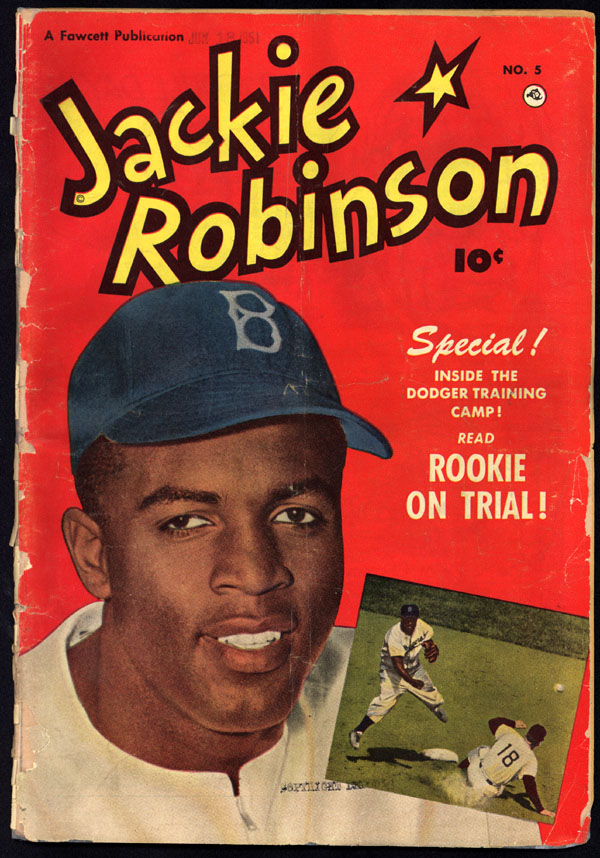
ジャッキー・ロビンソン、黒人初の大リーガーとしてデビュー(1947)。画像は1951年の雑誌表紙。

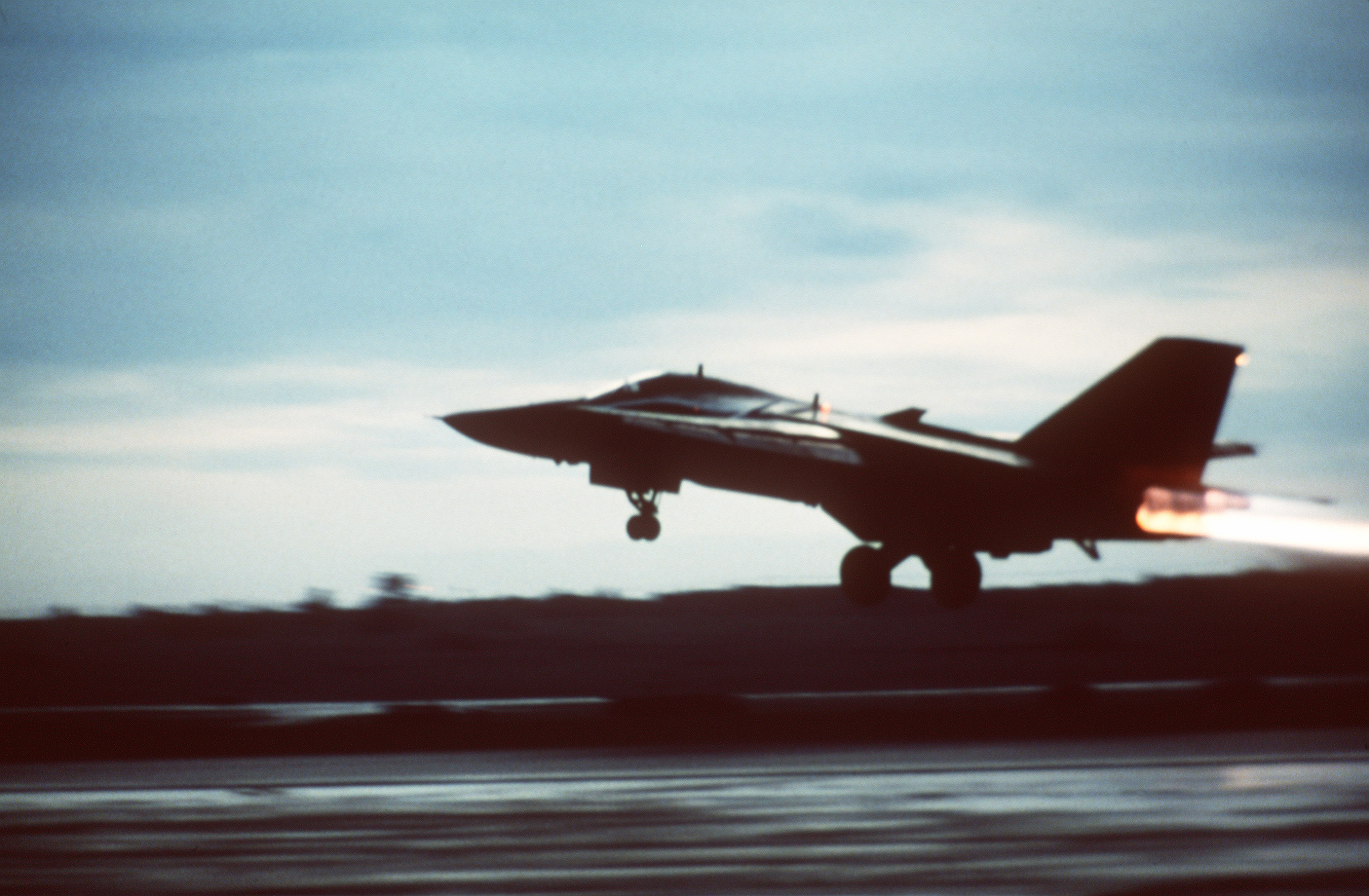
アメリカ合衆国によるリビア爆撃 (1986年)。画像は爆撃支援のため離陸するF-111。

- 1017年（寛仁元年3月16日） - 藤原道長の長男・頼通が摂政に就任。
- 1071年 - 東ローマ帝国の南イタリア最後の領地であるバーリがノルマン人傭兵ロベルト・イル・グイスカルドにより占領される。
- 1245年 - モンゴル帝国に対するローマ教皇の使者として、修道士プラノ・カルピニがモンゴルへ出発。
- 1450年 - 百年戦争: フォルミニーの戦い。フランスが勝利し、イングランドはノルマンディーから撤退。
- 1632年（ユリウス暦4月5日） - 三十年戦争: レヒ川の戦い。
- 1865年　前日襲撃されたエイブラハム・リンカーンが死亡。副大統領だったアンドリュー・ジョンソンが大統領に昇格した。
- 1869年（明治2年3月4日） - 明治政府が円貨の制度を定める。
- 1870年（明治3年3月15日） - 西村勝三が築地に伊勢勝造靴場を設立。日本初の西洋靴工場。
- 1885年 - 巨文島事件。イギリス海軍が朝鮮の巨文島を占領。1887年3月に撤退。
- 1892年 - ゼネラル・エレクトリック創業。
- 1896年 - 4月6日から開催されていた第1回近代オリンピック（アテネオリンピック）が閉幕。
- 1897年 - オーストリア＝ハンガリー帝国のボヘミア地方においてドイツ語と並んでチェコ語も公用語と定めた政令が発布（バデーニ言語令）。
- 1900年 - パリ万国博覧会が開幕。11月5日まで。
- 1910年 - 日本海軍の第六潜水艇が広島湾でガソリン潜航の訓練中に遭難。乗組員14名全員が死亡。破損の修理をしていた2人を除く全員が配置についたまま殉職したことが世界に感銘を与える。
- 1910年 - 京阪電気鉄道本線の天満橋駅 - 五条駅（現：清水五条駅）間が開業。
- 1912年 - イギリスからニューヨークに向かっていた豪華客船タイタニック号が、前日の氷山衝突によって沈没。
- 1913年 - 京王電気軌道が笹塚駅 - 調布駅間の鉄道路線（現在の京王電鉄京王線）及び同線に接続する新宿駅 - 笹塚駅、調布駅 - 府中町 - 国分寺駅間のバス路線（現在の東京都内初のバス路線）の運行を開始。
- 1915年 - ハイデラバード・ハイ・コート起工。
- 1915年 - 武蔵野鉄道・池袋駅 - 飯能駅間（現在の西武池袋線）が開業。
- 1919年 - 提岩里教会事件。
- 1920年 - 明大、法大、中大、日大、皇典講究所、同志社の大学令による私立大学設立が認可される。
- 1921年 - 羽仁もと子が自由学園を創立。
- 1929年 - 阪急百貨店開店。日本初のターミナルデパート。
- 1929年 - 房総線（現在の外房線・内房線）が全通。房総半島一周の列車が運行開始。
- 1936年 - 福岡県穂波町の住友忠隈炭鉱で、人車が坑底に転落する事故。死者50人[1]。
- 1939年 - 長野県長野市の論電ヶ谷池が決壊。住民ら19人が死亡[2]。
- 1941年 - 北海道三笠市の弥生炭鉱でガス爆発事故が発生。死者39人[3]。
- 1943年 - ロスアラモス国立研究所設立。
- 1945年 - 第二次世界大戦: ベルゲン・ベルゼン強制収容所がイギリス軍により解放される。
- 1945年 - 第二次世界大戦・日本本土空襲: 米軍機が東京南部・川崎を無差別爆撃。死者841名。
- 1947年 - ジャッキー・ロビンソンが黒人初のメジャーリーガーとしてデビュー。
- 1950年 - 公職選挙法公布。
- 1950年 - 旧皇族・元首相の東久邇稔彦が「ひがしくに教」を開教。
- 1954年 - 神奈川県逗子市が市制施行。
- 1955年 - レイ・クロックがイリノイ州デスプレインズにマクドナルドの最初のフランチャイズ店を出店。
- 1958年 - ガーナで第1回アフリカ独立諸国会議開催。
- 1960年 - 三崎港と城ヶ島を結ぶ城ヶ島大橋が開通。開通時は、東洋一を誇った鋼床版箱桁形式の海橋。
- 1961年 - 東急バスが路線バスにワンマンカーを導入[4]。以降、他社にも広がりを見せた。
- 1969年 - アメリカ海軍EC-121機撃墜事件が起こる。
- 1971年 - 朝鮮中央放送の開城テレビジョン放送が放送開始。
- 1980年 - フランスのラ・アーグ再処理工場で停電事故。高レベル放射性廃棄物貯蔵タンクで廃液が沸騰し爆発未遂。
- 1983年 - 東京ディズニーランド開園[5]。
- 1985年 - 主人を守ろうとして自動車に轢かれた盲導犬・サーブに「盲導犬は視覚障害者の身体の一部」として対人保険金の支払いが認められる。
- 1986年 - アメリカ軍がムアンマル・アル＝カッザーフィー暗殺のためリビアを爆撃。
- 1989年 - ヒルズボロの悲劇。イングランドサッカー史上最悪の事故。
- 1994年 - 世界貿易機関を設立するマラケシュ協定（WTO設立協定）調印。
- 1995年 - オウム真理教によって新宿に異変と予言されていた日（4月15日予言）だったため、新宿全域で厳戒態勢が敷かれる。
- 2002年 - 中国国際航空129便墜落事故。北京発釜山行きの中国国際航空129便ボーイング767型機が金海国際空港への着陸進入中に墜落、乗員乗客128名が死亡。
- 2004年 - イラク日本人人質事件で拘束されていた3人が8日ぶりに解放され、全員の無事が確認される。
- 2004年 - 大韓民国（第六共和国）で、第17代総選挙が行われる。
- 2005年 - テレビアニメ『ドラえもん』で、声優陣の一新など大幅にリニューアルした新シリーズが放送開始。
- 2007年 - 三重県中部でマグニチュード5.4の三重県中部地震が発生。
- 2008年 - そごう主要店舗に設置されていた「世界の人形時計」が同日閉店時刻を最後にからくり機能の使用を中止。
- 2013年 - ボストンマラソン爆弾テロ事件。
- 2017年 - 中国の無錫にて開催されたアジア卓球選手権女子シングルで、平野美宇が日本人としては21年ぶりに優勝[6]。
- 2019年 - ノートルダム大聖堂の火災: 現地時間午後6時50分頃、フランスのパリにあるノートルダム大聖堂で大規模な火災が発生[7]。
- 2020年 - 大韓民国(第六共和国)で、第21代総選挙が行われる。
- 2023年 - 岸田文雄内閣総理大臣が、遊説先の和歌山市雑賀崎漁港で、爆発物を投げつけられる岸田文雄襲撃事件が発生。岸田総理に怪我は無かった[8]。

## 誕生日

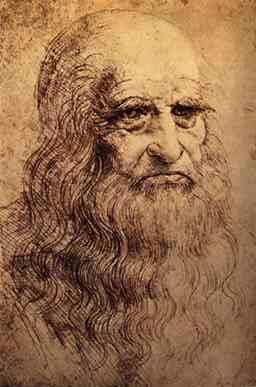
ルネサンス期の「万能人」、レオナルド・ダ・ヴィンチ(1452-1519)誕生。

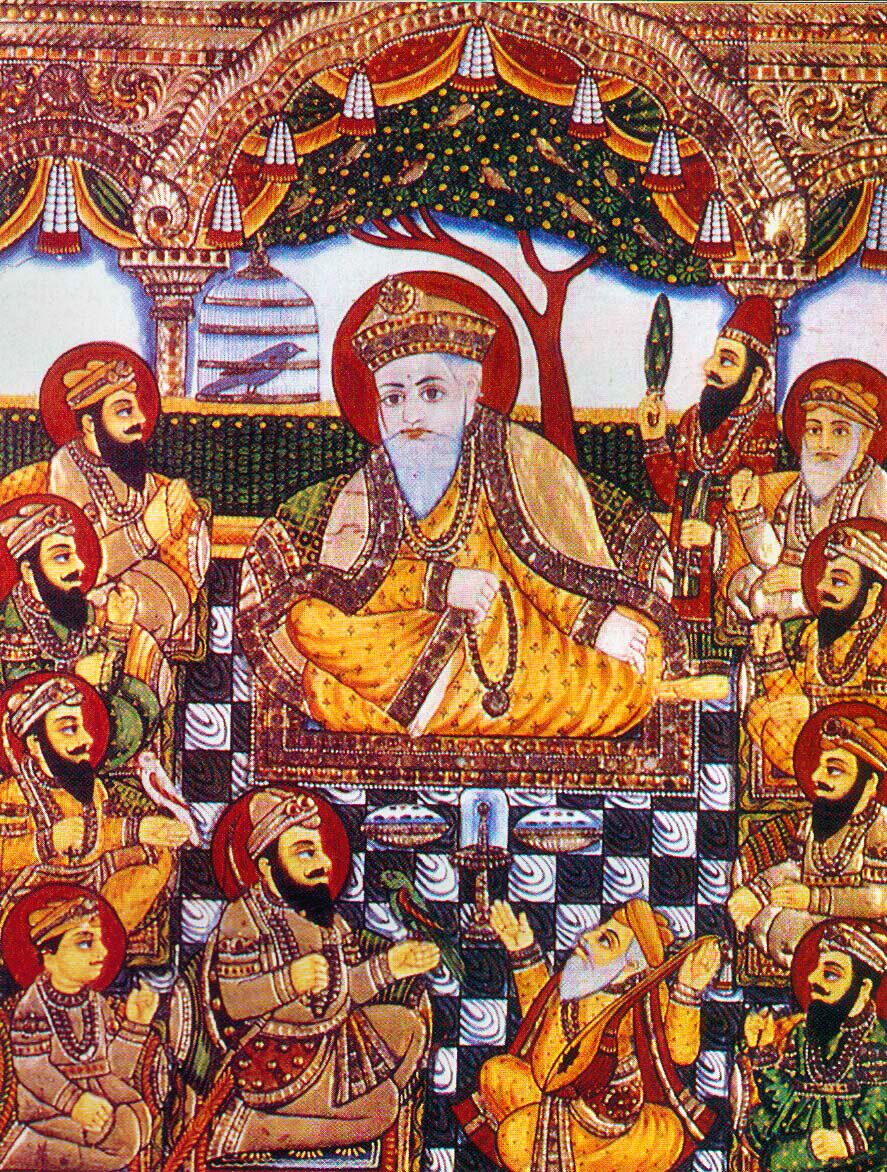
シク教の開祖 グル・ナーナク(1469-1539)誕生。

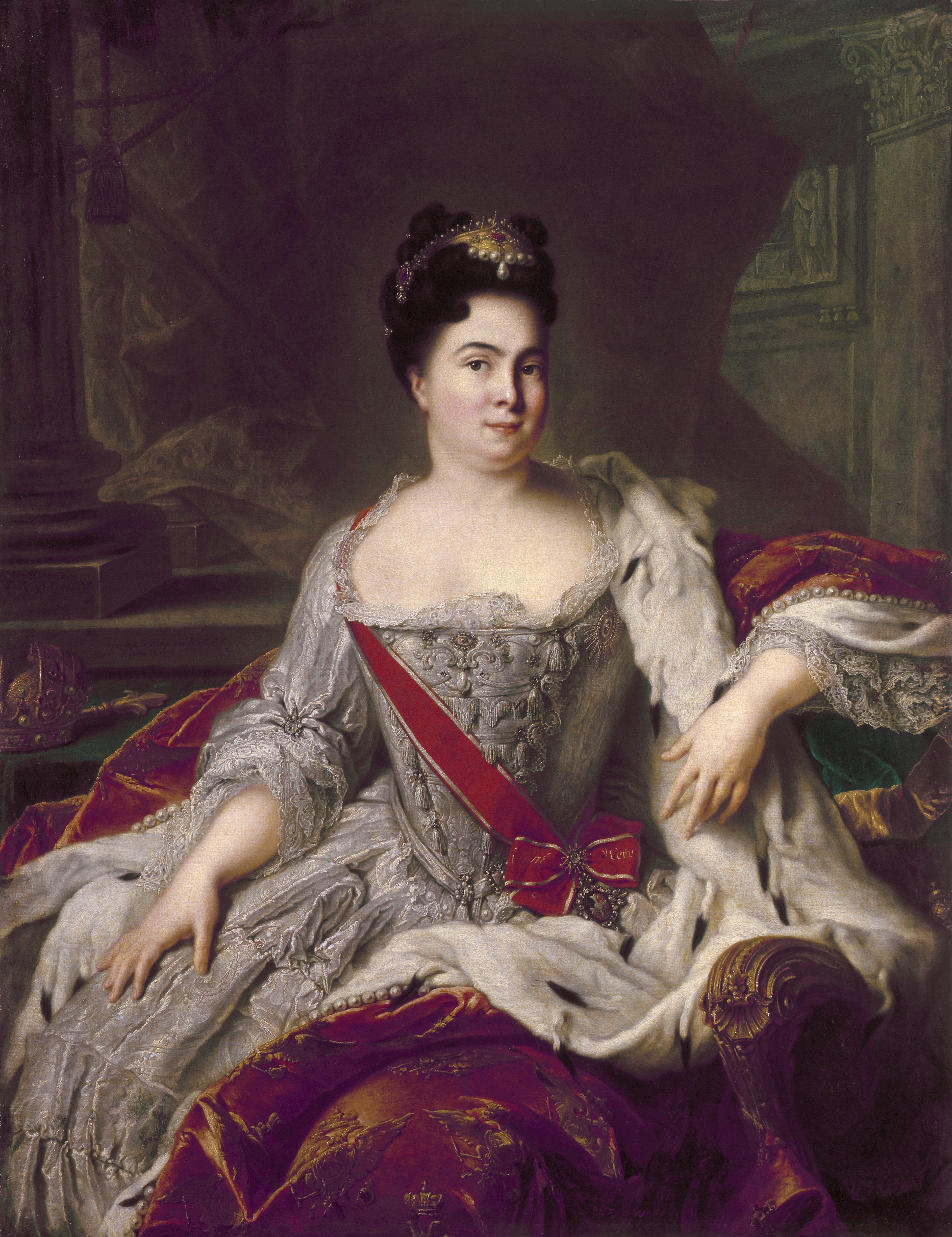
ロシア初の女性皇帝、エカチェリーナ1世(1684-1727)誕生。

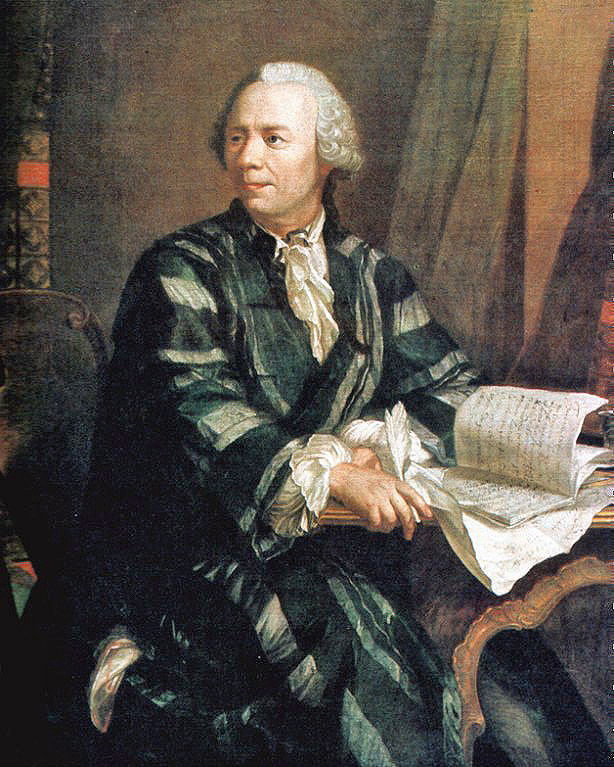
膨大な業績を残した数学者レオンハルト・オイラー(1707-1783)誕生。

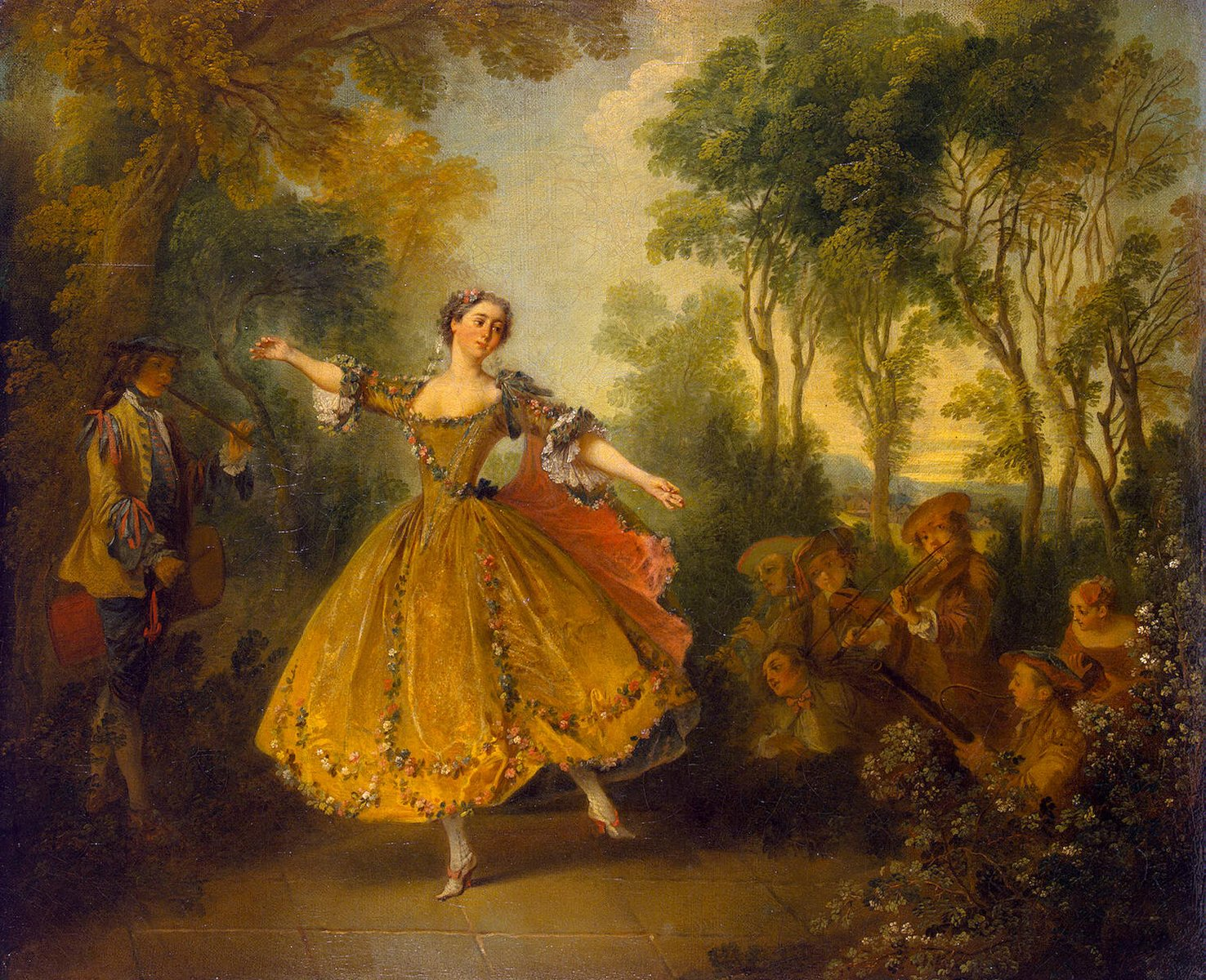
バレエ衣装に数々の革新をもたらしたダンサー、マリー・カマルゴ(1710-1770)誕生。

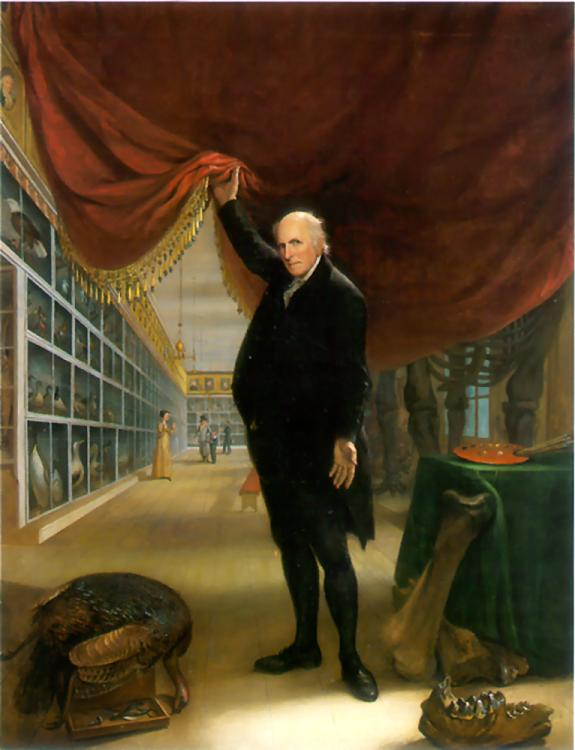
画家・博物学者、チャールズ・ウィルソン・ピール(1741-1827)誕生。最初期の博物館を設立した。

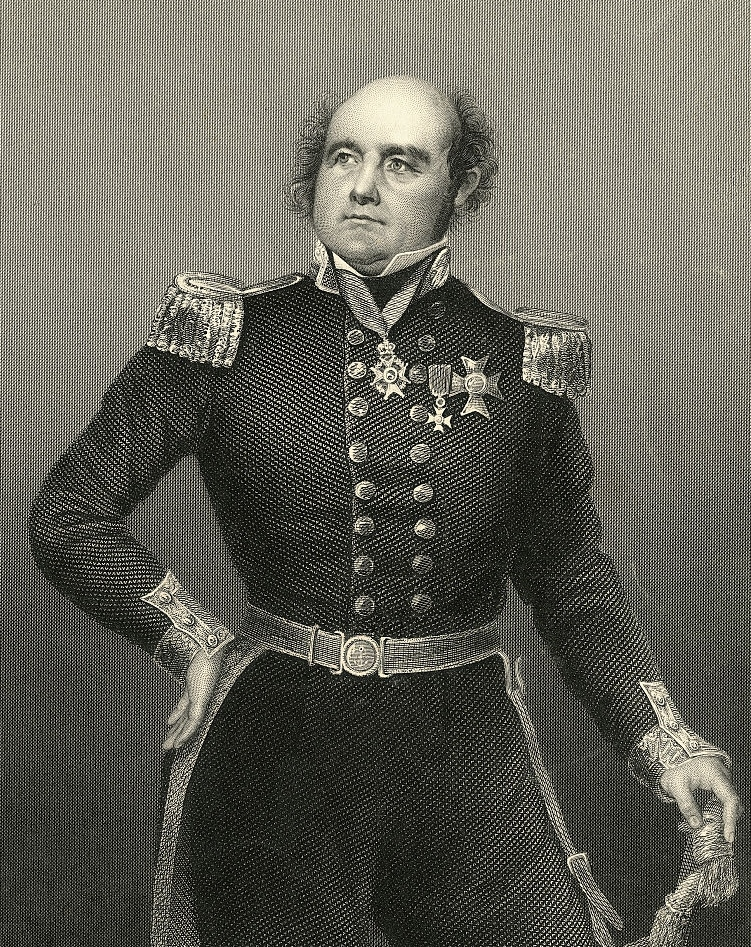
北極探検家、ジョン・フランクリン(1786-1847)誕生。

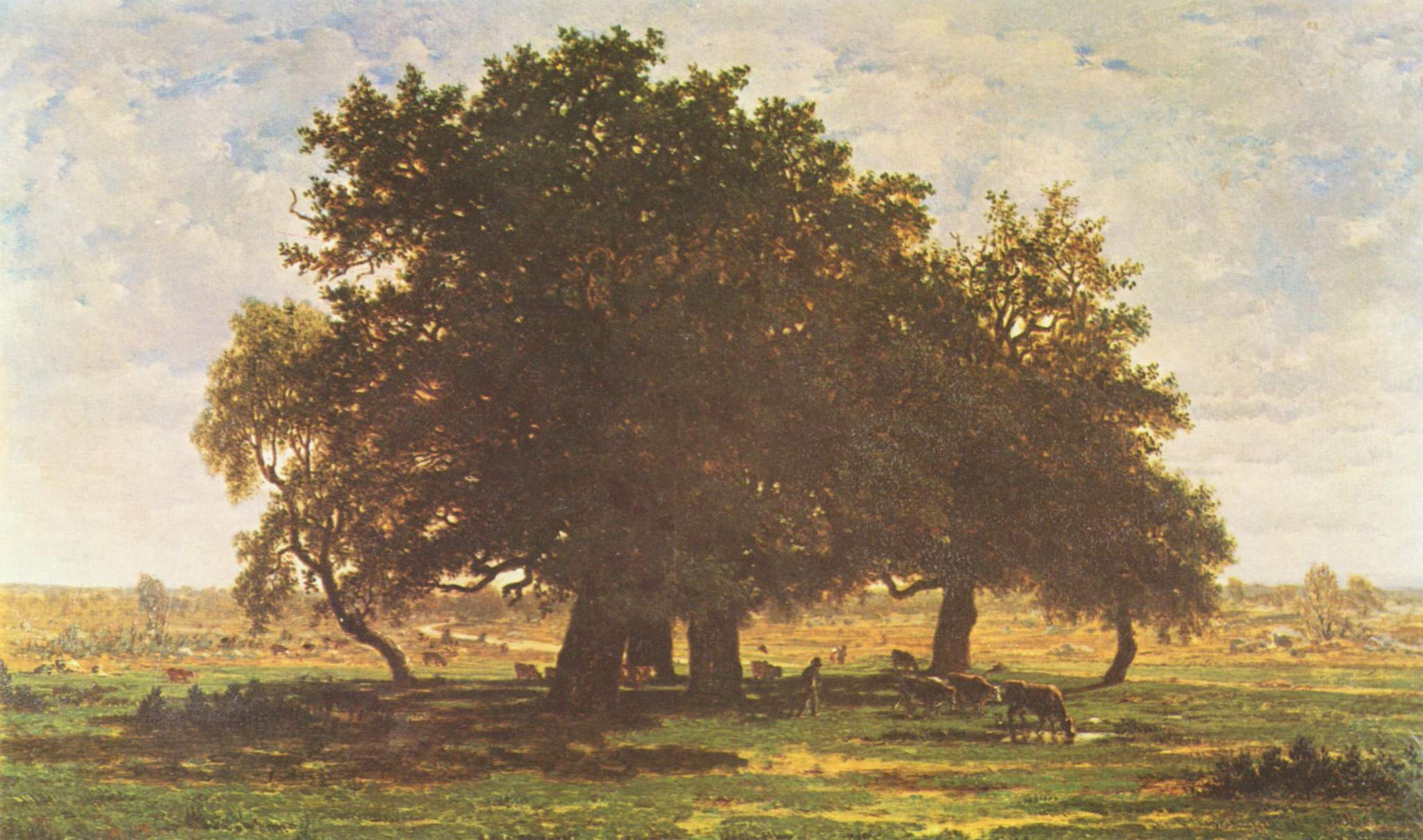
バルビゾン派の風景画家、テオドール・ルソー(1812-1867)誕生。画像は『アプルモンの樫』(1852)

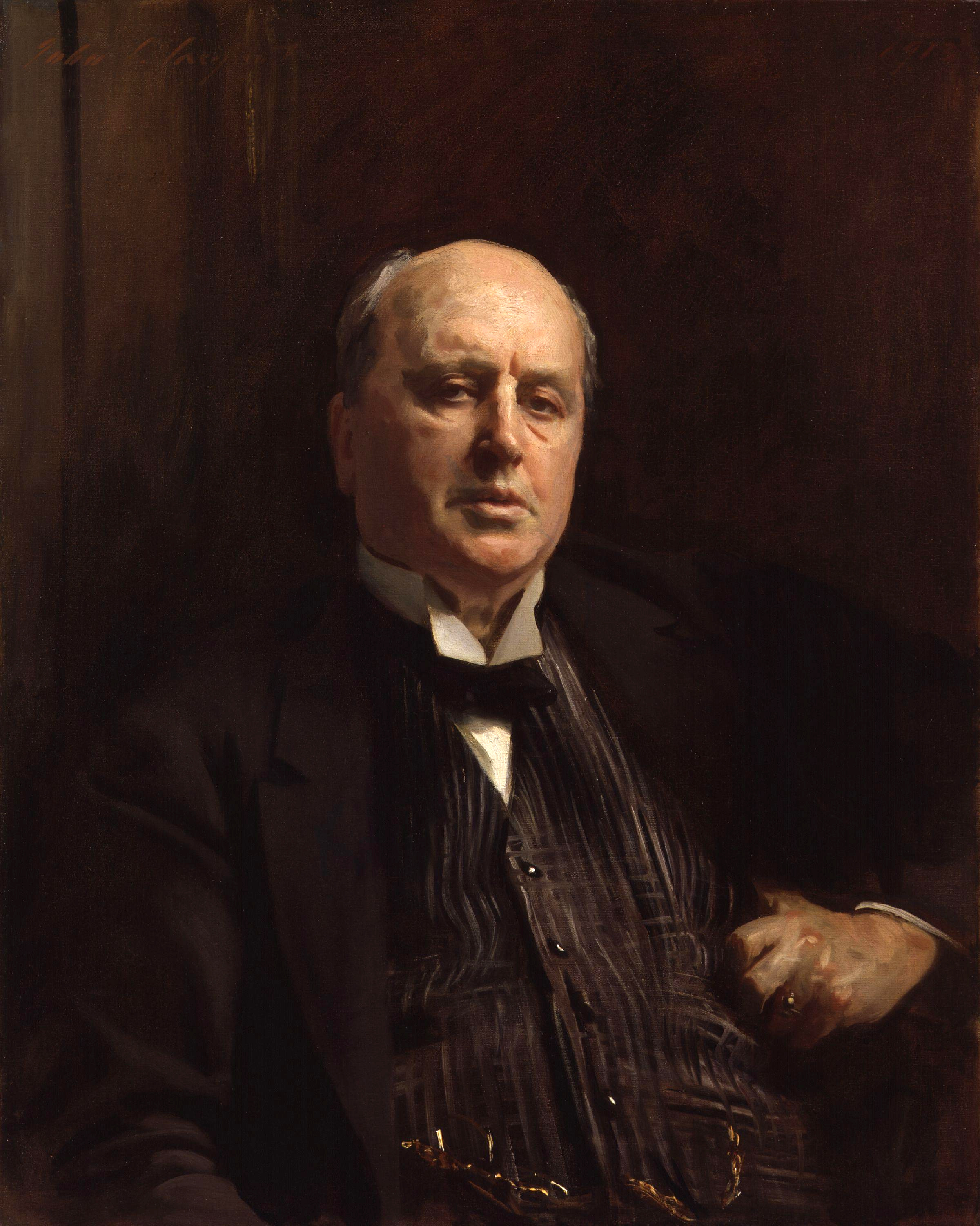
英米での心理主義小説の先駆者、作家ヘンリー・ジェイムズ(1843-1916)誕生。代表作『ねじの回転』(1898)

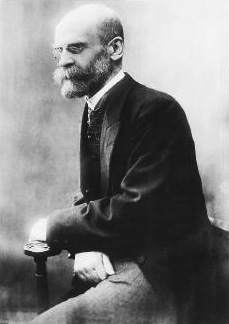
総合社会学の提唱者、エミール・デュルケーム(1858-1917)誕生。

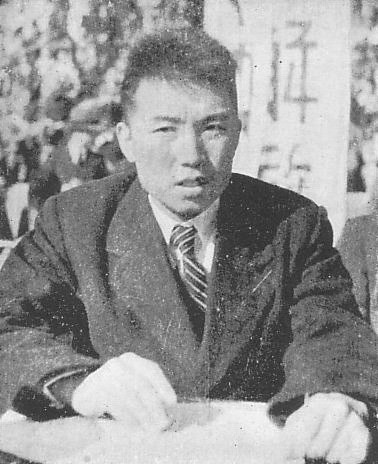
朝鮮民主主義人民共和国（北朝鮮）の最高指導者であった金日成(1912-1994)誕生。画像は1946年のもの。

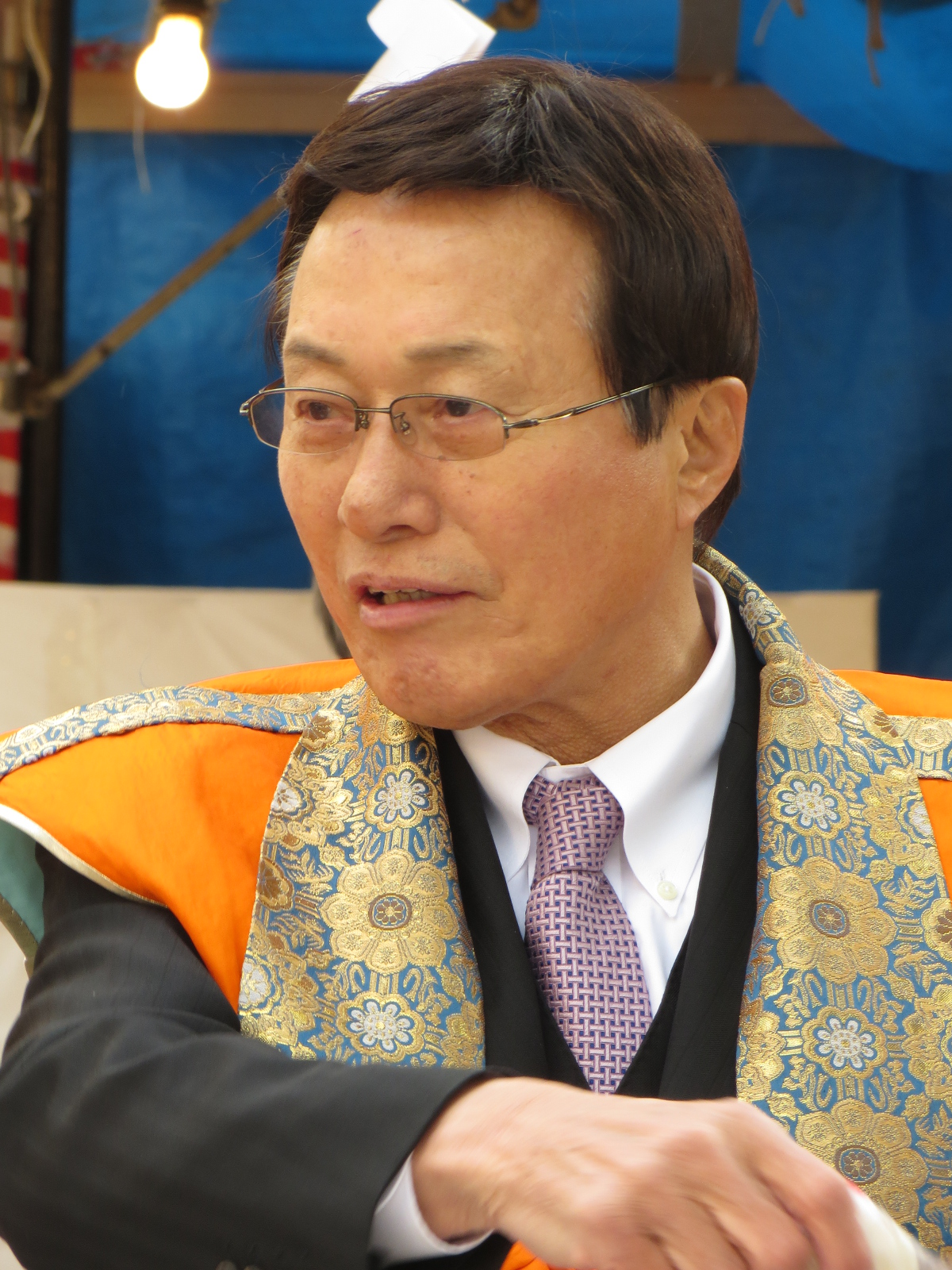
サッカー選手、釜本邦茂(1944-)誕生。日本代表キャリア76試合でＡマッチ75ゴールを記録した。

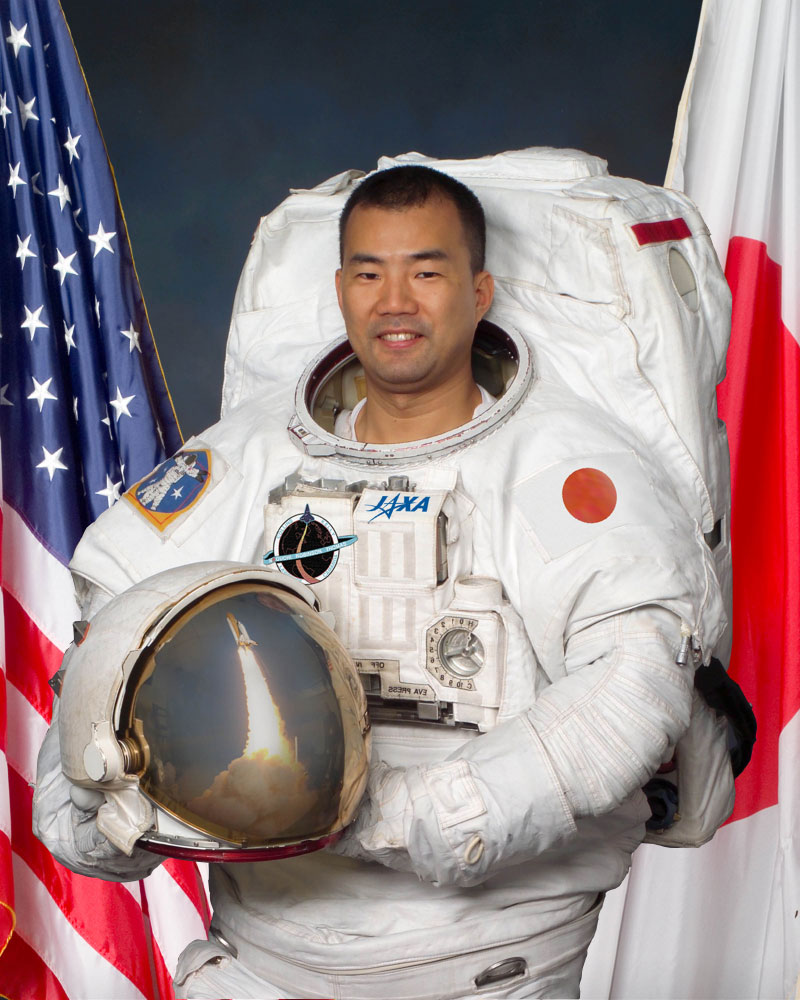
宇宙飛行士野口聡一(1965-)誕生。

### 人物
- 1452年 - レオナルド・ダ・ヴィンチ、画家、科学者（+ 1519年）
- 1469年 - グル・ナーナク、シク教の教祖（+ 1539年）
- 1642年 - スレイマン2世、オスマン帝国第20代皇帝（+ 1691年）
- 1646年 - クリスチャン5世、デンマーク王（+ 1699年）
- 1656年（明暦2年3月21日） - 丹羽長之、第6代二本松藩主（+ 1701年）
- 1684年 - エカチェリーナ1世、ロシア皇帝（+ 1727年）
- 1688年 - ヨハン・フリードリヒ・ファッシュ、作曲家（+ 1758年）
- 1707年 - レオンハルト・オイラー、数学者、物理学者（+ 1783年）
- 1710年 - マリー・カマルゴ、バレエダンサー（+ 1770年）
- 1710年（宝永7年3月17日） - 加藤泰広、第4代新谷藩主 （+ 1785年）
- 1710年 - ウィリアム・カレン、化学者（+ 1790年）
- 1721年 - カンバーランド公爵ウィリアム・オーガスタス、軍人（+ 1765年）
- 1738年（元文3年2月27日） - 蜂須賀重喜、第10代徳島藩主 （+ 1801年）
- 1741年 - チャールズ・ウィルソン・ピール、画家、軍人、博物学者（+ 1827年）
- 1772年 - エティエンヌ・ジョフロワ・サンティレール、博物学者（+ 1844年）
- 1786年 - ジョン・フランクリン、海軍軍人、探検家（+ 1847年）
- 1793年 - フリードリッヒ・フォン・シュトルーベ、天文学者（+ 1864年）
- 1800年 - ジェイムズ・クラーク・ロス、海軍軍人、探検家（+ 1862年）
- 1809年 - ヘルマン・グラスマン、数学者、物理学者、言語学者（+ 1877年）
- 1812年 - テオドール・ルソー、画家（+ 1867年）
- 1820年（文政3年3月3日） - 内藤政義、第7代延岡藩主 （+ 1888年）
- 1832年 - ヴィルヘルム・ブッシュ、画家、詩人（+ 1908年）
- 1843年 - ヘンリー・ジェイムズ、小説家（+ 1916年）
- 1844年（天保15年2月28日） - 上杉茂憲、第13代米沢藩主・伯爵 （+ 1919年）
- 1858年 - エミール・デュルケーム、社会学者（+ 1917年）
- 1872年（明治5年3月8日） - 斯波忠三郎、船舶工学者（+ 1934年）
- 1874年 - ヨハネス・シュタルク、物理学者（+ 1957年）
- 1877年 - 辻善之助、歴史学者（+ 1955年）
- 1877年 - エド・アッバティッチオ、元プロ野球選手（+ 1957年）
- 1878年 - ロベルト・ヴァルザー、作家（+ 1956年）
- 1880年 - マックス・ヴェルトハイマー、心理学者（+ 1943年）
- 1886年 - アメデエ・オザンファン、画家（+ 1966年）
- 1886年 - 宇佐玄雄、臨済宗僧侶、精神科医、京都三聖病院初代院長（+ 1957年）
- 1890年 - ニコライ・トルベツコイ、言語学者（+ 1938年）
- 1894年 - ベッシー・スミス、ブルース歌手（+ 1937年）
- 1895年 - 広瀬謙三、プロ野球公式記録員（+ 1970年）
- 1896年 - ニコライ・セミョーノフ、物理学者、化学者（+ 1986年）
- 1897年 - 飯田蝶子、女優（+ 1972年）
- 1899年 - 吉野せい、文筆家（+ 1977年）
- 1900年 - 山本丘人、日本画家（+ 1986年）
- 1902年 - 細井日達、僧侶、日蓮正宗第66世法主（+ 1979年）
- 1904年 - 遠藤三郎、政治家（+ 1971年）
- 1904年 - アーシル・ゴーキー、画家（+ 1948年）
- 1907年 - ニコ・ティンバーゲン、動物行動学者、鳥類学者（+ 1988年）
- 1908年 - リタ・グレイ、女優（+ 1995年）
- 1908年 - 杉田屋守、元プロ野球選手（+ 1972年）
- 1910年 - 保田與重郎、文芸評論家（+ 1981年）
- 1912年 - 金日成、政治家（+ 1994年）
- 1912年 - 戸川幸夫、小説家、児童文学作家（+ 2004年）
- 1912年 - 古谷綱正、ジャーナリスト（+ 1989年）
- 1913年 - 那須良輔、漫画家（+ 1989年）
- 1916年 - 松広金一、元プロ野球選手(+ 没年不明)
- 1917年 - 河邨文一郎、詩人、医師（+ 2004年）
- 1918年 - 白石勝巳、元プロ野球選手（+ 2000年）
- 1918年 - 利根一郎、作曲家（+ 1991年）
- 1919年 - 吉岡実、詩人（+ 1990年）
- 1919年 - 24代式守伊之助、大相撲立行司（+ 2013年）
- 1920年 - リヒャルト・フォン・ヴァイツゼッカー、ドイツ連邦大統領（+ 2015年）
- 1923年 - 渡辺静、元プロ野球選手（+ 1945年）
- 1924年 - ネヴィル・マリナー、指揮者、ヴァイオリニスト（+ 2016年）
- 1924年 - 海原小浜、漫才師（海原お浜・小浜）（+ 2015年）
- 1924年 - 佐藤泰三、政治家（+ 2013年）
- 1924年 - 荒川昇治、元プロ野球選手（+ 1997年）
- 1925年 - 五井孝蔵、元プロ野球選手（+ 2007年）
- 1927年 - ロバート・ミルズ、物理学者（+ 1999年）
- 1929年 - 加藤常昭、神学者（+ 2024年）
- 1930年 - ヴィグディス・フィンボガドゥティル、政治家、第4代アイスランド大統領
- 1931年 - 石井三雄、政治家、第三代東京都狛江市長（+ 2021年）
- 1931年 - 戴国煇、農学者、著作家（+ 2001年）
- 1932年 - 高橋ヨシ江、走り幅跳び選手（+ 2022年）
- 1932年 - 舟橋功一、弁護士（+ 2015年）
- 1933年 - エリザベス・モンゴメリー、女優（+ 1995年）
- 1933年 - デイヴィッド・ハミルトン、写真家、映画監督（+ 2016年）
- 1933年 - 矢田耕司、声優（+ 2014年）
- 1933年 - 黒木弘重、元プロ野球選手(+ 没年不明)
- 1934年 - 田原総一朗、ジャーナリスト
- 1934年 - 久保山誠、元プロ野球選手（+ 2022年）
- 1936年 - レイモン・プリドール、自転車競技選手（+ 2019年）
- 1937年 - 小檜山博、小説家
- 1937年 - 三木靖、歴史学者、鹿児島国際大学短期大学部名誉教授（+ 2023年）
- 1937年 - 佐木隆三、作家（+ 2015年）
- 1937年 - 和田明、高校野球指導者（+ 1992年）
- 1938年 - クラウディア・カルディナーレ、女優
- 1939年 - 小出義雄、陸上競技指導者、佐倉アスリート倶楽部代表（+ 2019年）
- 1940年 - 磯部修三、教員、高校野球指導者
- 1940年 - ジェフリー・アーチャー、作家、政治家
- 1940年 - ウィリー・デービス、元プロ野球選手（+ 2010年）
- 1942年 - 篠原勝之、芸術家
- 1942年 - 十田敬三、歌手
- 1944年 - 釜本邦茂、元サッカー選手、指導者（+ 2025年）
- 1944年 - 成川哲夫、俳優、国際空手道連盟玄制流成道会会長（+ 2010年）
- 1944年 - デイヴ・エドモンズ、ギタリスト
- 1947年 - 渋谷幸春、元プロ野球選手
- 1947年 - 衛藤雅登、元プロ野球選手
- 1948年 - ヨネスケ、タレント
- 1948年 - 三輪和雄、社会運動家
- 1948年 - 范文雀、女優（+ 2002年）
- 1948年 - マイケル・ケイメン、作曲家（+ 2003年）
- 1949年 - 酒井和歌子、女優
- 1949年 - アーラ・プガチョワ、歌手
- 1949年 - たかもちげん、漫画家（+ 2000年）
- 1951年 - ベアトリクス・シューバ、フィギュアスケート選手
- 1952年 - 兵藤ゆき、タレント
- 1953年 - 北原光広、高校野球指導者
- 1954年 - 小林すすむ、俳優、タレント（+ 2012年）
- 1954年 - 坂崎幸之助、ミュージシャン（THE ALFEE）
- 1955年 - ドディ・アルファイド、映画プロデューサー（+ 1997年）
- 1956年 - モニク・ルディエール、バレリーナ
- 1957年 - エベリン・アシュフォード、陸上競技選手
- 1957年 - 建部知弘、作曲家、編曲家
- 1958年 - 山崎隆造、元プロ野球選手
- 1959年 - エマ・トンプソン、女優
- 1959年 - トーマス・F・ウィルソン、俳優
- 1960年 - 三木安司、アスレティックトレーナー、元プロ野球コーチ
- 1960年 - マイク・ディアズ、元プロ野球選手
- 1960年 - ペドロ・デルガド、自転車競技選手
- 1961年 - キャロル・W・グライダー、分子生物学者
- 1962年 - 河原崎國太郎 (6代目)、歌舞伎役者
- 1962年 - アレックス・ヴィードフ、俳優
- 1963年 - 冴木杏奈、歌手
- 1963年 - 橋本克也、政治家、行政書士、元福島県須賀川市長
- 1965年 - 野口聡一、宇宙飛行士
- 1965年 - 鳴沢真也、天文学者
- 1965年 - 酒屋まろ吉、三味線奏者
- 1965年 - クラウディア・ライストナー、フィギュアスケート選手
- 1966年 - 矢野有美、歌手、タレント
- 1966年 - サマンサ・フォックス、歌手
- 1967年 - 鹿野睦、NHKアナウンサー
- 1967年 - 上野智広、アナウンサー
- 1967年 - 阿部成寿、ニュースセンター記者、元アナウンサー
- 1967年 - エンセン井上、格闘家
- 1967年 - 原田楊子、元AV女優
- 1967年 - フランキー・ポーレイン、ミュージシャン（元ザ・ダークネス）
- 1967年 - クリストフ・ピユー、騎手
- 1967年 - ダラ・トーレス、競泳選手
- 1968年 - エド・オブライエン、ミュージシャン（レディオヘッド）
- 1968年 - 辻輝猛、俳優
- 1969年 - 嶋村カオル、声優（+ 2013年）
- 1970年 - 江藤智、元プロ野球選手
- 1971年 - 清原幸治、野球選手
- 1972年 - 椿鬼奴、お笑い芸人
- 1972年 - 木村拓也、元プロ野球選手（+ 2010年）
- 1972年 - 大島寛、元プロ野球選手
- 1973年 - ペドロ・ラソ、元プロ野球選手
- 1974年 - 久保充広、元プロ野球選手
- 1974年 - 岡田太郎、俳優
- 1974年 - ダニー・ウェイ、プロスケートボーダー
- 1975年 - 粉川真一、アナウンサー
- 1976年 - 楢﨑正剛、サッカー選手
- 1976年 - 美川べるの、漫画家
- 1976年 - 山内あゆ、TBSアナウンサー
- 1977年 - DJ JURI、DJ
- 1977年 - 新道竜巳、お笑い芸人（馬鹿よ貴方は）
- 1978年 - ミルトン・ブラッドリー、元プロ野球選手
- 1978年 - 荒神直規、シンガーソングライター（元Naifu）
- 1978年 - ギオルギ・ラッザビゼ、ピアニスト、作曲家
- 1978年 - ティム・コーコラン、プロ野球選手
- 1978年 - 渡辺隆、お笑い芸人（錦鯉）
- 1978年 - クリス・ステイプルトン、カントリー歌手
- 1979年 - 田口隆祐、プロレスラー
- 1979年 - 村上博幸、競輪選手
- 1980年 - 三ツ橋敬子、指揮者
- 1980年 - 水田信二、お笑いタレント（元和牛）
- 1980年 - 阿部彬名、声優
- 1980年 - 阿部加奈江、声優
- 1980年 - パシンペロンはやぶさ、お笑いタレント（元パシンペロン）
- 1980年 - 上ちゃん、ベーシスト（マキシマムザホルモン）
- 1980年 - 柴山貴哉、プロレスラー
- 1980年 - ラウル・ロペス、バスケットボール選手
- 1982年 - 阿竹智史、競輪選手
- 1982年 - 森跳二、元プロ野球選手
- 1982年 - 加藤光教、元プロ野球選手
- 1982年 - 陳冠任、野球選手
- 1983年 - グラディス・オロスコ、フィギュアスケート選手
- 1984年 - 陳玘、卓球選手
- 1984年 - 時久省吾、元サッカー選手
- 1984年 - 平井香菜子、元バレーボール選手
- 1985年 - 黒瀬春樹、元プロ野球選手
- 1985年 - ジョン・ダンクス、プロ野球選手
- 1985年 - 清水香苗、お笑い芸人
- 1985年 - JOY、ファッションモデル、タレント
- 1985年 - アーロン・ラフィー、プロ野球選手
- 1986年 - 岡山パセリ♪、AV監督
- 1987年 - 三島康平、サッカー選手
- 1987年 - 謝和弦、歌手、俳優
- 1987年 - 小栗杏菜、AV女優
- 1988年 - 今井春奈、ファッションモデル、女優
- 1988年 - 荻野貴幸、元プロ野球選手
- 1988年 - 沼倉愛美、声優
- 1989年 - 柴浩二、俳優、モデル
- 1989年 - 如月さや、グラビアアイドル
- 1989年 - 岩見彩乃、プロボウラー
- 1989年 - 青山瑠衣、元陸上競技選手
- 1989年 - エミリー・ナフタル、フィギュアスケート選手
- 1989年 - アデイニー・エチェバリア、プロ野球選手
- 1990年 - 谷口大智、バスケットボール選手
- 1990年 - 川島亜依美、バレーボール選手
- 1990年 - 山林芳則、元プロ野球選手
- 1990年 - 秋野結、元グラビアアイドル
- 1990年 - 有村千佳、元AV女優
- 1990年 - エマ・ワトソン、女優
- 1991年 - 有岡大貴、アイドル（Hey! Say! JUMP）
- 1991年 - ハビエル・フェルナンデス、フィギュアスケート選手
- 1992年 - 河田直人、野球選手
- 1992年 - 八角大智、元サッカー選手
- 1993年 - 安田レイ、歌手
- 1994年 - 下妻貴寛、元プロ野球選手
- 1994年 - 星知弥、プロ野球選手
- 1995年 - 高木和徹、サッカー選手
- 1995年 - 橘舞、グラビアアイドル
- 1996年 - 川内康幹、フットサル選手
- 1996年 - 飯塚麻結、声優
- 1996年 - 渡部峻、TBSアナウンサー
- 1996年 - 永山竜樹、柔道選手
- 1996年 - 鈴木ロイ、プロアイスホッケー選手
- 1996年 - 美谷朱音、AV女優
- 1997年 - 堀内謙伍、プロ野球選手
- 1997年 - 永谷暢章、野球選手
- 1997年 - メイジー・ウィリアムズ、女優
- 1997年 - 中村海人、アイドル （Travis Japan）
- 1997年 - 小白川愛菜、声優
- 1998年 - 小祝さくら、プロゴルファー
- 1998年 - 兵頭功海、俳優
- 1998年 - 柴井伶太、俳優、声優
- 1998年 - 石川達也、プロ野球選手
- 1998年 - 笠木いちか、AV女優
- 1999年 - 安田尚憲、プロ野球選手
- 2000年 - 岡田結実、タレント
- 2004年 - 松村和哉、俳優
- 2004年 - 橋本智哉、元子役
- 2006年 - 黒澤宏貴、俳優
- 生年不詳 - 東屋めめ、漫画家
- 生年不詳 - 松本小夢、漫画家

### 人物以外（動物など）
- 1973年 - トウショウボーイ、競走馬（+ 1992年）
- 1987年 - ダイイチルビー、競走馬（+ 2007年）
- 1992年 - フジキセキ、競走馬（+ 2015年）
- 2001年 - ハーツクライ、競走馬（+ 2023年）
- 2017年 - デアリングタクト、競走馬

## 忌日

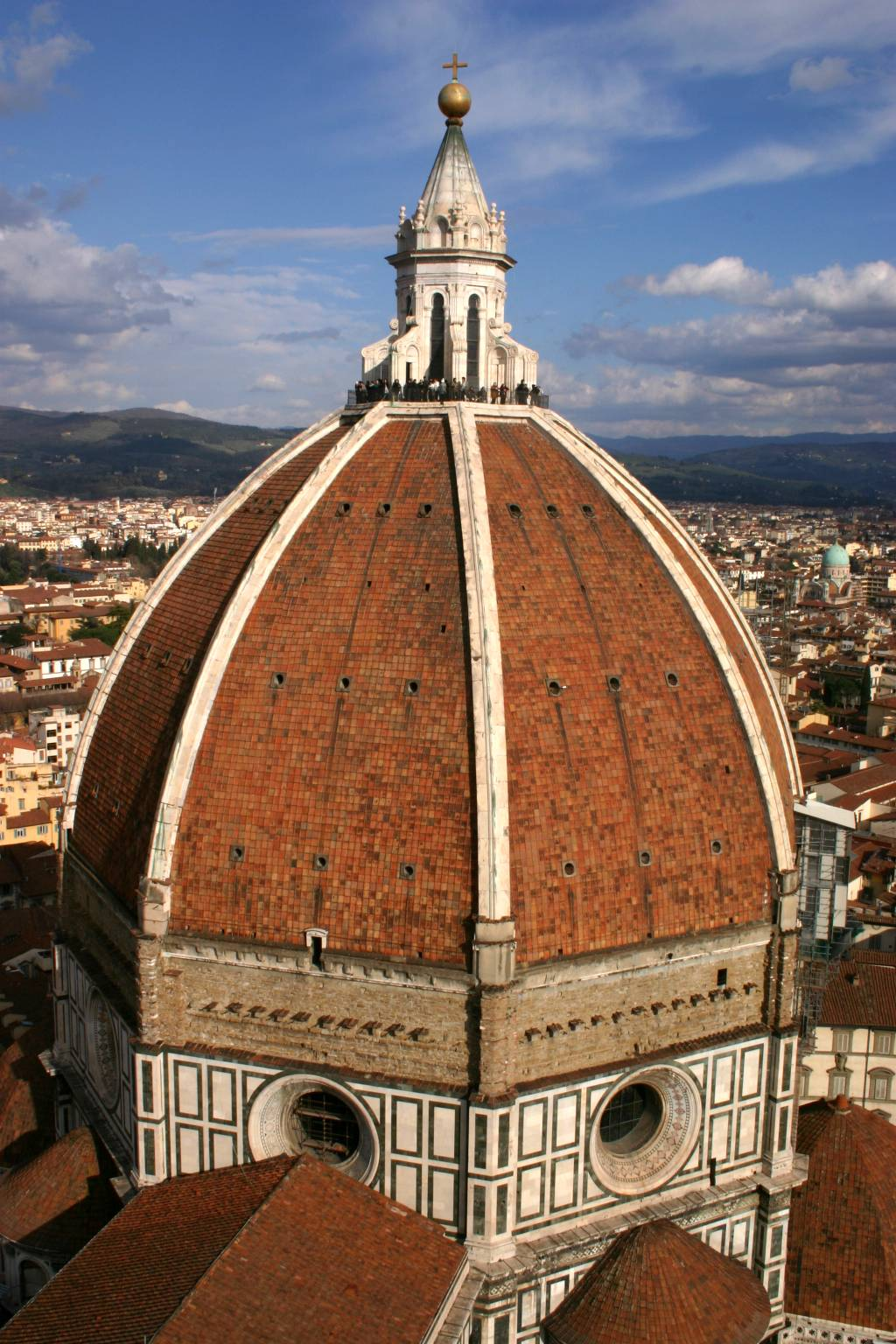
建築家フィリッポ・ブルネレスキ(1377-1446)没。画像は、ブルネレスキが手掛けたフィレンツェのサンタ・マリア・デル・フィオーレ大聖堂のクーポラ。

エイブラハム・リンカーン大統領(1809-1865)、前日の銃撃により没。

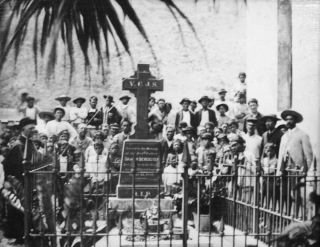
ハンセン病患者のケアに生涯を捧げたダミアン神父(1840-1889)、自らもハンセン病で没。

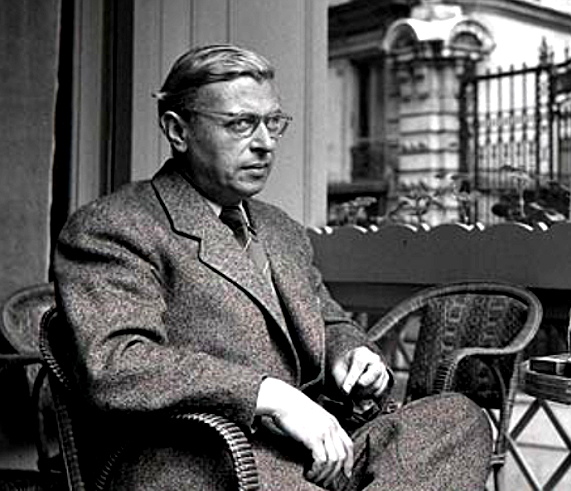
実存主義哲学者、ジャン＝ポール・サルトル(1905-1980)没。

### 人物
- 628年（推古天皇36年3月7日） - 推古天皇、第33代天皇（* 554年）
- 1246年（寛元4年3月28日） - 菅原為長、平安時代・鎌倉時代の公卿（* 1158年）
- 1446年 - フィリッポ・ブルネレスキ、建築家（* 1377年）
- 1473年（文明5年3月18日） - 山名持豊（山名宋全）、守護大名、応仁の乱の西軍総大将（* 1404年）
- 1641年 - ドメニキーノ、画家（* 1581年）
- 1659年 - ジーモン・ダッハ、詩人（* 1605年）
- 1719年 - マントノン侯爵夫人フランソワーズ・ドービニェ、フランス王ルイ14世の寵姫（* 1635年）
- 1754年 - ヤコポ・リッカチ、数学者（* 1676年）
- 1764年 - ペーダー・ニールセン・ホレボー、天文学者（* 1679年）
- 1764年 - ポンパドゥール夫人、フランス国王ルイ15世の公妾（* 1721年）
- 1765年（ユリウス暦4月4日） - ミハイル・ロモノーソフ、科学者（* 1711年）
- 1855年（安政2年2月29日） - 遠山景元、江戸町奉行、大目付、『遠山の金さん』のモデル（* 1793年）
- 1865年 - エイブラハム・リンカーン、第16代アメリカ合衆国大統領（* 1809年）
- 1888年 - マシュー・アーノルド、詩人（* 1822年）
- 1889年 - ダミアン神父、カトリック教会の司祭（* 1840年）
- 1909年 - 山川登美子、歌人（* 1879年）
- 1912年 - イジドー・ストラウス、実業家（* 1845年）
- 1912年 - ジョン・ジェイコブ・アスター4世、実業家（* 1864年）
- 1912年 - ハリー・エルキンズ・ワイドナー、図書収集家（* 1885年）
- 1912年 - エドワード・スミス、船長（* 1850年）
- 1912年 - ウォレス・ハートリー、ヴァイオリニスト（* 1878年）
- 1927年 - ガストン・ルルー、小説家（* 1868年）
- 1933年 - ジョージ・セーリング、陸上選手（* 1909年）
- 1942年 - ジョシュア・ピム、テニス選手（* 1869年）
- 1942年 - ロベルト・ムージル、小説家（* 1880年）
- 1944年 - ニコライ・ヴァトゥーチン、軍人（* 1901年）
- 1949年 - ウォーレス・ビアリー、俳優（* 1885年）
- 1956年 - エミール・ノルデ、画家（* 1867年）
- 1964年 - 2代目広沢菊春、浪曲師（* 1914年）
- 1969年 - ヴィクトリア・ユージェニー・オブ・バッテンバーグ、スペイン王アルフォンソ13世の妃（* 1887年）
- 1972年 - フランク・ナイト、経済学者（* 1885年）
- 1980年 - 土岐善麿、歌人、国語学者（* 1885年）
- 1980年 - ジャン＝ポール・サルトル、哲学者、小説家（* 1905年）
- 1980年 - 有馬頼義、小説家（* 1918年）
- 1983年 - コーリー・テン・ブーム、ホロコースト生還者（* 1892年）
- 1983年 - 八田一朗、アマチュアレスリング指導者、参議院議員（* 1906年）
- 1986年 - ジャン・ジュネ、小説家（* 1910年）
- 1987年 - 中山正敏、空手家（* 1913年）
- 1988年 - ユーリ・エゴロフ、ピアニスト（* 1954年）
- 1989年 - 胡耀邦、中国共産党総書記（* 1915年）
- 1990年 - グレタ・ガルボ、女優（* 1905年）
- 1990年 - スパーク・マツナガ、アメリカ合衆国上院議員（* 1916年）
- 1992年 - オーティス・バートン、探検家、発明家、俳優（* 1899年）
- 1993年 - ツゾー・ウィルソン、地球物理学者、地質学者（* 1908年）
- 1994年 - ジョン・カリー、フィギュアスケート選手（* 1949年）
- 1997年 - 西村晃、俳優（* 1923年）
- 1998年 - ポル・ポト、カンボジア民主カンプチア首相（* 1925年）
- 1999年 - 水野健次郎、実業家、元ミズノ社長（* 1913年）
- 1999年 - ハーベイ・ポスルスウェイト、F1エンジニア（* 1944年）
- 2000年 - エドワード・ゴーリー、絵本作家（* 1925年）
- 2001年 - 窪田章一郎、歌人、早稲田大学名誉教授（* 1908年）
- 2001年 - ジョーイ・ラモーン、ミュージシャン（* 1951年）
- 2002年 - バイロン・ホワイト、法律家（* 1917年）
- 2004年 - 横山光輝、漫画家（* 1934年）
- 2005年 - 藤田湘子、俳人（* 1926年）
- 2005年 - 田中聖二、プロボクサー（* 1977年）
- 2006年 - 今野忠一、日本画家（* 1915年）
- 2006年 - 青木信光、小説家（* 1932年）
- 2008年 - 辻清明、陶芸家（* 1927年）
- 2008年 - デイヴィッド・キャス、経済学者（* 1937年）
- 2008年 - ブライアン・デヴィソン、ロックドラマー（ナイス）（* 1942年）
- 2009年 - 濤川栄太、教育評論家（* 1943年）
- 2010年 - 見掛道夫、実業家、元阪神電気鉄道副社長、元阪神タイガース球団社長（* 1921年）
- 2011年 - 中道風迅洞、詩人、元NHKプロデューサー（* 1918年）
- 2011年 - レノ・ベルトイア、プロ野球選手（* 1935年）
- 2012年 - 三重野康、第26代日本銀行総裁（* 1924年）
- 2012年 - 李進熙、歴史研究家、和光大学名誉教授（* 1929年）
- 2012年 - 堀江ひとみ、反暴力団活動家（* 1935年）
- 2012年 - 山本正、実業家、元日本国際交流センター(JCIE)理事長（* 1936年）
- 2012年 - マレー・ローズ、競泳選手、1956年メルボルン五輪・1960年ローマ五輪金メダリスト（* 1939年）
- 2013年 - ジャン＝フランソワ・パイヤール、指揮者（* 1928年）
- 2014年 - 近藤英一郎、政治家、元群馬県大間々町長（* 1913年）
- 2014年 - 中條永吉、消防吏員、第12代東京消防庁消防総監（* 1931年）
- 2014年 - ダニー石尾、ミュージシャン（* 1948年）
- 2015年 - 鈴木泰治、政治家、元埼玉県八潮市長（* 1919年）
- 2015年 - 多羅間俊彦、旧皇族（* 1929年）
- 2015年 - 愛川欽也、俳優、声優、司会者（* 1934年）
- 2015年 - 最上進、政治家（* 1941年）
- 2015年 - ジョナサン・クロンビー、俳優（* 1966年）
- 2016年 - 三角哲生、官僚、元文部事務次官（* 1926年）
- 2017年 - エンマ・モラーノ、スーパーセンテナリアン（* 1899年）
- 2017年 - 小山昭雄、数学者、学習院大学名誉教授（* 1927年）
- 2017年 - 藤平進、銀行家、元広島銀行頭取（* 1928年）
- 2018年 - M・A・K・ハリデー、言語学者（* 1925年）
- 2018年 - ヴィットリオ・タヴィアーニ、映画監督（* 1929年）
- 2018年 - 倉田弘、政治家、元茨城県つくば市長、元茨城県新治郡桜村長（* 1930年）
- 2018年 - R・リー・アーメイ、アメリカ海兵隊軍人、俳優（* 1944年）
- 2019年 - 金馬昭郎、実業家、元京阪電気鉄道社長（* 1927年）
- 2019年 - オーウェン・ギャリオット、電気工学者、宇宙飛行士（* 1930年）
- 2019年 - 紺野敏文、仏像彫刻史学者、慶應義塾大学名誉教授（* 1938年）
- 2019年 - 木幡和枝、芸術評論家、アートプロデューサー、東京藝術大学名誉教授（* 1946年）
- 2020年 - リー・コニッツ、アルト・サクソフォン奏者、作曲家（* 1927年）
- 2020年 - ウィリー・デービス、フットボール選手、プロフットボール殿堂（* 1934年）
- 2020年 - ブライアン・デネヒー、俳優、映画監督、脚本家（* 1938年）
- 2020年 - アレン・ダヴィオー、撮影監督（* 1942年）
- 2020年 - ダマソ・ガルシア、プロ野球選手（* 1957年）
- 2021年 - 秀村選三、社会経済史者、九州大学名誉教授（* 1922年）
- 2021年 - 名川貞郎、俳優（* 1927年）
- 2021年 - 小崎登明、カトリック修道士、長崎原爆の語り部（* 1928年）
- 2021年 - ヴァルタン・グレゴリアン、イスラーム学者、第12代カーネギー研究所理事長、第16代ブラウン大学学長（* 1934年）
- 2021年 - 清水邦夫、劇作家、演出家（* 1936年）
- 2022年 - ヘンリー・プラム、政治家、元欧州議会議長（* 1925年）
- 2022年 - リズ・シェリダン、女優（* 1929年）
- 2022年 - 漆原智良、児童文学作家、教育評論家（* 1934年）
- 2022年 - 照屋寛徳、弁護士、政治家（* 1945年）
- 2022年 - KOJI、ミュージシャン（元La'cryma Christi）（* 1973年）
- 2023年 - 四代目市川左團次、歌舞伎役者、俳優（* 1940年）
- 2024年 - ホワイティ・ハーゾグ、プロ野球選手（* 1931年）
- 2024年 - 板宮清治、歌人、農家（* 1935年）
- 2024年 - ベルント・ヘルツェンバイン、プロサッカー選手（* 1946年）
- 2024年 - 大場康宣、政治家（* 1947年）
- 2024年 - 関貴昭、俳優（* 1969年）
- 2024年 - REITA、ミュージシャン（the GazettE）（* 1981年）
- 2024年 - 山崎義治、俳優（* 生年不明）
- 2025年 - 城山堅、声優（* 1932年）
- 2025年　- 岸本周平、政治家、公選第22代和歌山県知事、衆議院議員（* 1956年）[9]

### 人物以外（動物など）
- 2019年 - ヒシアマゾン、競走馬（* 1991年）

## 記念日・年中行事

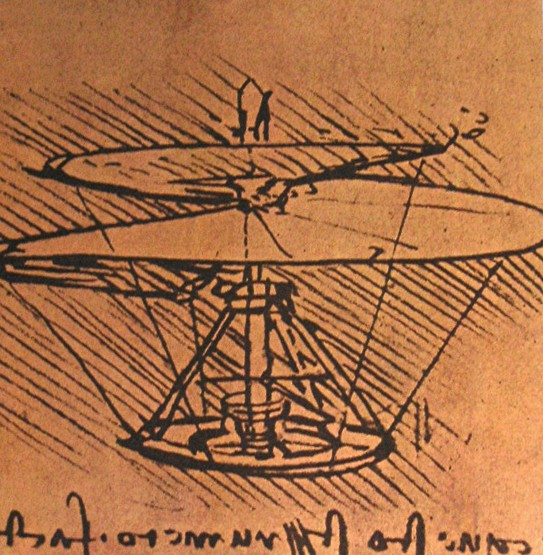
ヘリコプターの日。画像はレオナルド・ダ・ヴィンチによるヘリコプターの図案(15-16世紀)

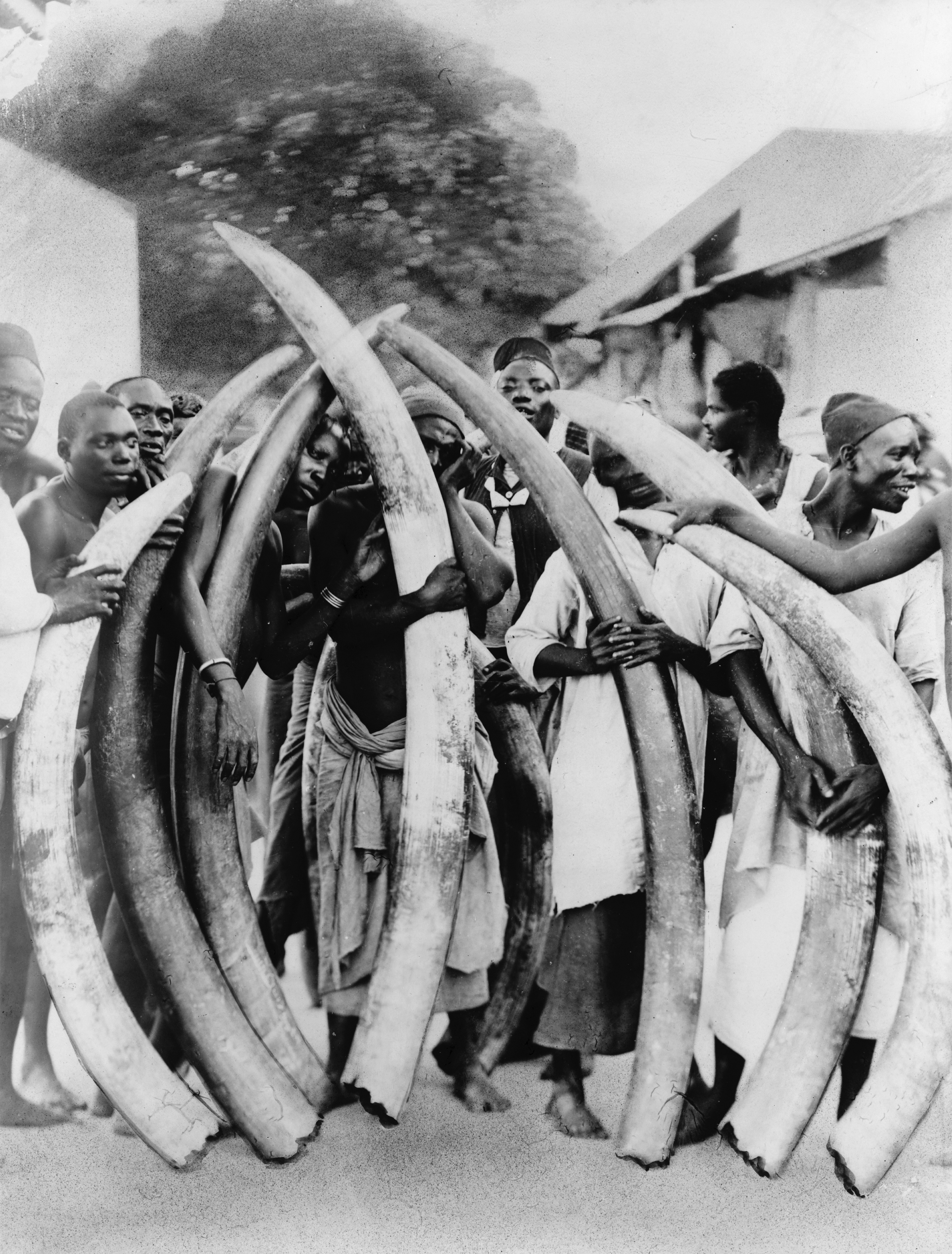
象供養の日。画像はダルエスサラームでの象牙取引

- 世界医学検査デー（ 世界）
1996年6月の世界医学検査協会(IAMLT)代議員会で制定。
- 世界芸術の日（World Art Day）（ 世界）
芸術の発展、普及、享受を促進する記念日。2019年の第40回ユネスコ総会で制定された[10]。
- Tax Day（ アメリカ合衆国）
アメリカ合衆国における確定申告の締切日。
- ジャッキー・ロビンソン・デー（ アメリカ合衆国）
黒人初のメジャーリーガー・ジャッキー・ロビンソンがメジャー・デビューを果たした日。メジャーリーグベースボールが2004年に制定。2007年以降はこの日（試合がない場合は以降の最初）の試合では出場選手全員が希望すれば彼が付けていた全球団統一の永久欠番である背番号「42」を付けることができる。
- 太陽節（ 北朝鮮）
金日成主席の誕生日。
- 国家安全保障の日( 中華人民共和国)
2015年7月1日、中華人民共和国第12回全国人民代表大会常務委員会の第15回会議で、中華人民共和国国家安全法が可決。そのうちの第14条は、毎年4月15日を国家安全保障の日と規定している。
- ヘリコプターの日（ 日本）
ヘリコプターの原理を考え出したレオナルド・ダ・ヴィンチの誕生日にちなみ、全日本航空事業連合会が1986年に制定。
- 象供養の日（ 日本）
1926年のこの日に初めて象供養が行われたことにちなみ、象牙を扱う業界の団体・東京象牙美術工芸協同組合が制定。
- 遺言の日（ 日本）
「ゆ(4)い(1)ご(5)ん」の語呂合わせ。
近畿弁護士会連合会が制定。2007年から日本弁護士連合会が主催して全国で実施されるようになった。これとは別に11月15日がいい遺言の日となっている。
- イリオモテヤマネコの日（ 日本）
1965年4月15日、イリオモテヤマネコが新種である発表された。竹富町の西表島のみに生息する固有種で、「世紀の発見」とも言われた。新種発見から50年目の2015年、竹富町が4月15日を「イリオモテヤマネコの日」とする条例を制定した[11]。
- よいこの日（ 日本）
4=よ、15=いこの語呂合わせ。
- 梅若忌（ 日本）
梅若丸は、伝説上の少年で、京都の貴族吉田少将の子。父の死後、人買にさらわれ、隅田川の畔で亡くなる。梅若丸の死後1年、京都から訪ねてきた母親は、息子の死を知って悲しみにくれる。観世元雅の能「隅田川」で知られ、東京都墨田区の梅柳山木母寺には梅若丸を弔った梅若塚が再現されている。同寺では毎年4月15日、梅若忌として大念仏会が行われる[12]。